# Saint-Roch-des-Aulnaies
Saint-Roch-des-Aulnaies är en kommun i provinsen Québec i Kanada. Den ligger i regionen Chaudière-Appalaches, i den östra delen av landet, 500 km öster om huvudstaden Ottawa.